# Beta Utensili
Beta Utensili è un'azienda S.p.A. italiana con sede a Sovico, nella provincia di Monza e della Brianza, che progetta, produce e commercializza utensili e attrezzature da lavoro per l'utilizzo professionale. Fondata nel 1923 da Alessandro Ciceri, dal 2016 è controllata da Roberto Ciceri e da TIP, la merchant bank di Giovanni Tamburi.

## Storia
Fondata a Erba nel 1923 da Alessandro Ciceri come stamperia per la realizzazione di stampi e prodotti forgiati conto terzi.
Nel 1938 il figlio Damiano sposta l'attività a Sovico e comincia a specializzarsi nella produzione di utensili. Nel 1939 depositerà il marchio "Beta" che caratterizzerà tutta la linea di produzione. 
Nei primi novanta Beta Utensili conta oltre duecento dipendenti, ed esporta già i propri prodotti all'estero affermandosi quale realtà emergente nel settore dell'utensileria e delle attrezzature da lavoro professionali.
Sempre durante quel periodo, Beta Utensili acquisisce una vasta notorietà con la creazione del "Carrello Tank", carrello portautensili dal caratteristico color arancione, colore che l'azienda comincia a usare per tutti i suoi prodotti e che da allora li contraddistingue.
Negli anni ottanta la produzione prosegue nei nuovi stabilimenti di Castiglione d'Adda (LO) e Sulmona (AQ). Gli anni novanta vedono investimenti in nuove tecnologie e automatizzazione del ciclo di produzione.
Continua anche lo sviluppo sui mercati esteri, mediante la costituzione di società commerciali controllate.
Nel 2000 vengono aggiunti al catalogo nuovi prodotti non direttamente legati all'utensileria, come calzature di sicurezza e abbigliamento da lavoro.
Tra i marchi controllati è presente Robur, nato negli anni trenta, che identifica la linea di prodotti per funi e accessori per sollevamento.
Nel gennaio 2016 Roberto Ciceri acquisisce il controllo del gruppo insieme alla banca d'affari di Giovanni Tamburi e Alessandra Gritti, la Tip (Tamburi Investment Partners) attraverso il veicolo Tipo dedicato alle medie imprese da portare in Borsa.

## Il Gruppo Beta
Il gruppo Beta impiega oltre mille dipendenti nei suoi dieci stabilimenti produttivi italiani (Sovico, Biassono, Carate Brianza, Castiglione d'Adda, Sulmona, Rozzano, Torino, Pian Camuno, Narzole e Sandrigo), e 11 filiali sparse a livello mondiale (USA, Brasile, Cina, Francia, Gran Bretagna, Paesi Bassi, Spagna, Polonia, Ungheria, Slovenia e Romania).
Offre oltre 30 linee di prodotto, che si traducono in più di 30 000 referenze.
Dal febbraio 2018 fa parte del gruppo la società BM Spa con sede a Rozzano (MI), attiva nella progettazione, produzione e distribuzione di sistemi di connessione per cavi elettrici e, più in generale, attrezzature per gli elettricisti.
A fine 2018 Beta acquisisce il controllo di Abra Beta Spa, società di Pian Camuno (BS), leader nella produzione di dischi da taglio e sbavo e mole a gambo. Acquisisce inoltre nel 2020 Elpa Abrasivi di Narzole (CN), azienda produttrice di abrasivi flessibili.
Sono inoltre parte del gruppo Beta la società 3D Beta Srl con sede a Biassono (MB) che realizza sistemi di arredo su misura per ambienti di lavoro nei settori dell'autoriparazione e dell'industria, e la società VGF Srl di Carate Brianza (MB).
Nel 2023 acquisisce la Helvi Spa di Sandrigo (VI), produttore di impianti di saldatura e taglio.

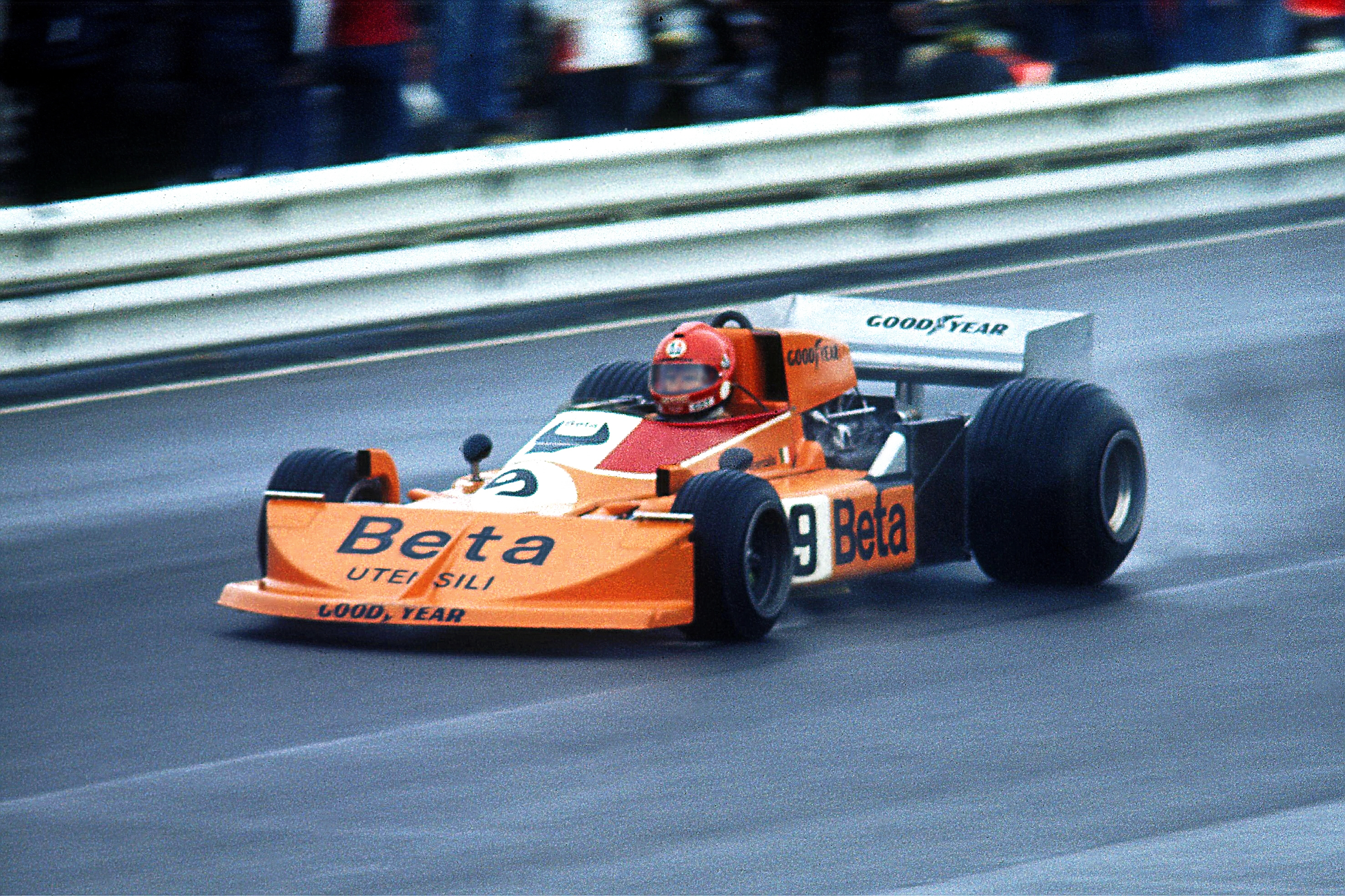
La March di Vittorio Brambilla sponsorizzata Beta Utensili.

## Sport
Beta Utensili comincia a investire in competizioni sportive motoristiche dalla fine degli anni 60, fornendo collaborazioni tecniche con lo scopo di creare una forte immagine di marca. Il successo, ancora indelebile nella memoria degli appassionati di sport motoristici, è segnato in Formula 1 dalla vittoria nel 1975 della "Beta Utensili March" arancione di Vittorio Brambilla nel Gran Premio d'Austria, sotto il diluvio di Zeltweg.
Da allora l'impegno dell'azienda è continuato negli anni come fornitore tecnico ufficiale di vari team quali scuderia Ferrari, Jordan, McLaren e Minardi in Formula 1 e di Ducati, Honda, Suzuki, Kawasaki e Yamaha nel MotoGP.